# Професионална гимназия по туризъм „Никола Йонков Вапцаров“, Кюстендил
Професионална гимназия по туризъм „Никола Йонков Вапцаров“ e средно училище в гр.Кюстендил, основано през 1909 година. Училището е с държавно финансиране. Намира се на ул. „Раковски“ № 2.

## История
По инициатива на женското благотворително дружесто „Майчина любов" през 1909 г. в Кюстендил се открива Професионално училище по облекло „Трудолюбие". В него се учат деца на дребни търговци, занаятчии, служещи и работници и се подготвят за работа в производството и като домакини. Те усвояват занаятчийската професия в двегодишен курс на обучение. Изучават шев и бродерия на детско, мъжко, дамско и спално бельо, а по-късно и горно дамско облекло. От 1928 г. до 1932 г. се нарича Стопанско училище (с тригодишен курс на обучение), а от 1932 г. до 1945 г. – Девическо практическо училище.
От откриването на училището до построяване на самостоятелна сграда се помещава в различни сгради: на бул. Цар Освободител 78, в старата сграда на дърводелското училище и други помещения в града. Финансирането е със средства на „Женското дружество", набирани от благодеяния на заможни граждани, със средства и труд на членките на Благотворителното дружество, от продажба на продукцията, изработена от ученичките, от организирани томболи. С набраните средства от дружеството и труда на ученичките през 1938 г. се построява собствена сграда на ул. Иван Лозенски, която по-късно (1950) се взема от ГНС – Кюстендил и се приспособява в детска градина. От 1950 г. училището ползва самостоятелна училищна сграда на бул. Раковски 2, построена през 1937 г. от Софийската търговско-индустриална камара.
От 1945 г. училището става Професионална девическа гимназия с петгодишен курс на обучение. През 1950 г. се слива с Допълнителното занаятчийско училище „Труд и просвета" при Софийската търговско-индустриална камара, след което се преименува в Практическо промишлено училище. През 1951 г. Практическото промишлено училище приема името „Никола Йонков Вапцаров“. През 1952 г. се преобразува в Професионално-техническо училище по обществено хранене, а през 1963 г. – в Техникум по обществено хранене. Преминава към Министерство на вътрешната търговия и паралелките по облекло се съкращават.
През 2003 година Техникума по обществено хранене се преобразува в Професионална гимназия по туризъм „Никола Йонков Вапцаров“.

## Материална база
Училището притежава собствена учебна сграда, в която разполага с 10 класни стаи, 3 специализирани кабинета, 1 спортна площадка, физкултурен салон и фитнес зала.